# آلدو نادی
آلدو نادی (به ایتالیایی: Aldo Nadi) ورزشکار مرد رشتهٔ شمشیربازی اهل کشور ایتالیا است. وی در بین سال‌های ‎۱۹۲۰ میلادی در مسابقات بازی‌های المپیک تابستانی در مجموع ۴ مدال، شامل ۳ مدال طلا و ۱ نقره را کسب کرد. آلدو نادی را بهترین شمشیر باز تاریخ مسابقات شمشیر بازی میدانند 